# Ammophila aurifera
Ammophila aurifera är en biart som beskrevs av Rowland Edwards Turner 1908.
Ammophila aurifera ingår i släktet Ammophila och familjen grävsteklar. Inga underarter finns listade i Catalogue of Life.